# アエロフロート航空7425便墜落事故
アエロフロート航空7425便墜落事故（アエロフロートこうくう7425びんついらくじこ、英: Aeroflot Flight 7425 ）とは、1985年7月10日にソビエト連邦内ウズベクSSRのウチュクドゥクで発生した事故である。この事故で搭乗していた200人全員が死亡した。

## 事故の概要

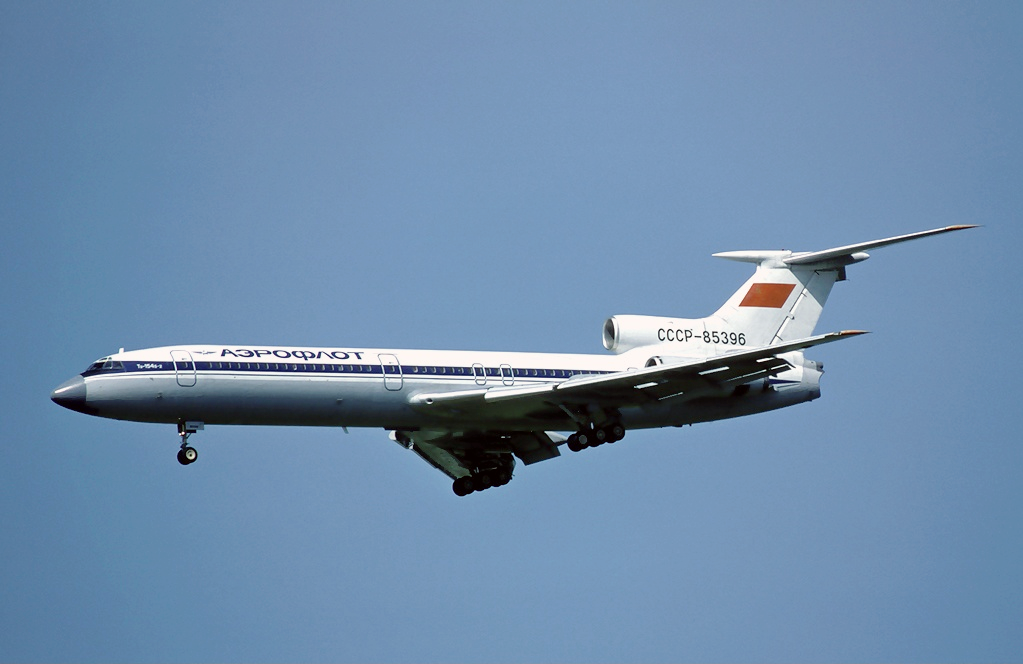
同型機のツポレフ Tu-154

アエロフロート航空7425便（機材：Tu-154B-2、機体記号：CCCP-85311）はカルシ-ウファ-レニングラード間を飛行する国内線の定期旅客便であり、アエロフロート航空のウズベキスタン担当部門が運行していた。7425便は高度11,600m（38,100フィート）を失速速度に近い対気速度400km/hでウファからレニングラードへ向かっていた。低速で飛行しているため機体に振動が発生したが乗員はエンジンサージが発生したと誤解し、エンジン出力をフライト・アイドルまで減速させるためにスラストレバーを操作したが、それにより対気速度がさらに低下し290km/hになった。機体は失速して水平錐揉み状態となりウズベキスタン（当時はソビエト連邦）のウチュクドゥク付近に墜落した。乗客191人と乗員9人の全員が死亡した。
これはソビエト連邦およびウズベキスタンの航空史上最悪の事故となり、2012年現在Tu-154による航空事故の中で史上最も死者数が多い航空事故となっている。

## 原因
7425便のコックピットボイスレコーダーは事故により破壊されていた。調査団は心理学者の協力を得て事故につながった人的要因を調査し、7425便の乗員が離陸まで出発地の空港で24時間過ごしたため、事故当時彼らが非常に疲労していたことに気付いた。事故につながった他の要因として、異常な事態に遭遇した乗員に対する不適切な規則が挙げられた。

## 注記
1. ↑  一部のロシア語出典は便名を「5143便」と記載。[1]